# Доха, Шамсуд
Аминур Рахман Шамс-уд Доха (бенг. আমিনুর রহমান শামসুদ দোহা; 24 января 1929, Муршидабад, Британская Индия — 3 марта 2012, Ливан) — бангладешский государственный деятель и дипломат, министр иностранных дел и информации Бангладеш (1982—1984).

## Биография
Родился в семье бывшего генерального инспектора полиции и министра продовольствия 1960-х гг. В 1948 г. окончил Университет Калькутты.
За свои политические убеждения трижды подвергался арестам со стороны пакистанских властей. После обретения независимости Бангладеш находился на дипломатической работе — был послом в Югославии и Иране.
- 1977—1982 гг. — посол в Великобритании,
- 1982—1984 гг. — министр иностранных дел и информации Бангладеш.

В последние годы жил в Ливане, где и был похоронен.